# (242450) 2004 QY2
(242450) 2004 QY2 est un gros astéroïde géocroiseur et un objet potentiellement dangereux. Il possède une orbite bien déterminée avec un arc d'observation de 7 ans et un paramètre d'incertitude de 0. Il fut découvert le 20 août 2004 par le Siding Spring Survey avec une magnitude apparente de 16,5 à l'aide du Uppsala Southern Schmidt Telescope de 0,5 m.
Basé sur une magnitude absolue (H) de 14,6, on estime que le diamètre de l'astéroïde est compris entre 3,5 et 7,7 km. 2004 QY2 est l'un des plus gros astéroïdes potentiellement dangereux (PHA) découvert. En 2012, il avait la magnitude absolue la plus faible de tous les PHA découverts depuis 2004. Le 29 juillet 2012, il est passé à une distance de 0,431 4 ua (64 536 600 km) de la Terre.